# Jeremiah Arkham
Jeremiah Arkham è un personaggio immaginario nei fumetti di Batman pubblicati dalla DC Comics, in cui ricopre il ruolo di direttore corrente del Manicomio di Arkham, un istituto per le persone criminalmente instabili. Debuttò in Shadow of the Bat n. 1 (giugno 1992), durante la storia, divisa in quattro parti, Batman: The Last Arkham, che diede l'inizio alla nuova serie. Tuttora è un super criminale mentalmente instabile di nome Maschera Nera.

## Biografia del personaggio

### Batman: The Last Arkham
In Batman: The Last Arkham, Jeremiah fu descritto come una specie di amministratore maniaco del Manicomio di Arkham, che spera che un giorno i criminali da lui ospitati nell'istituto possano essere d'aiuto alla società. Il Manicomio entrò in possesso di Jeremiah dopo che suo zio, Amadeus Arkham, morì dopo essere impazzito. Jeremiah procedette facendo demolire il Manicomio, per poi farlo ricostruire con un giro di sistemi di sicurezza perché mantenesse i criminali di Arkham, come il Joker, lo Spaventapasseri, e Cornelius Stirk, confinati all'interno.
Durante il suo numero di debutto in Shadow of the Bat n. 1, le origini di Jeremiah furono brevemente alterate. Anche se non si sa molto della sua storia passata, il numero affermò che quand'era adolescente entrò in un negozio, che era sotto controllo di un ospite armato del Manicomio accanto, che casualmente era diretto da suo zio. Il pistolero aveva già ucciso il proprietario del negozio, ma quando si apprestò ad uccidere lui, Jeremiah sembrò conoscere tutto del suo passato e parlò con il criminale finché non abbassò l'arma. Quindi, il pistolero si sparò e Jeremiah capì in quell'istante che, un giorno, avrebbe rimpiazzato suo zio come direttore del Manicomio.
Poco dopo aver terminato i lavori di ricostruzione del nuovo Manicomio, Batman incappò in alcuni omicidi che riprendevano il modus operandi di Mister Zsasz. Zsasz (anche lui debuttante in Shadow of the Bat n. 1) fu un internato del Manicomio per un lungo periodo di tempo, ma la somiglianza dei dettagli era troppo affine per essere ignorata, così Batman finse l'insanità mentale per essere rinchiuso nel Manicomio ed investigare. Tuttavia, Jeremiah era ignaro del piano del supereroe e prese la sua insanità per genuina e reale. Si scoprì che, in realtà, era proprio Zsasz l'autore degli omicidi, e riusciva a commetterli fuggendo dall'istituto attraverso una serie di tunnel sotterranei piazzati in punti particolari dal progettatore del nuovo Manicomio. Zsasz, sentendo dell'arrivo di Batman, lo prese come una specie di trappola e cominciò a impiantare il seme del dubbio e dello scetticismo nella mente di Jeremiah. In aggiunta a ciò, Jeremiah incolpava Batman dell'arresto della riabilitazione degli ospiti dell'istituto. La situazione giunse al massimo quando Jeremiah rinchiuse Batman in una stanza chiusa dall'esterno con alcuni pazienti, inclusi Amygdala, l'Enigmista, Egghead e molti altri.
Dopo che la storia principale fu chiarita, e Zsasz di nuovo rinchiuso, Batman chiese a Jeremiah se anche lui non fosse matto. Jeremiah negò, ma nella scena finale, si vede il direttore che si chiede se finirà per impazzire come suo zio, o se è matto, come suggerito da Batman.

### Saga di Knightfall
Jeremiah Arkham ritornò ancora una volta durante Knightfall. Il suo ruolo ebbe inizio quando fu tenuto in ostaggio dal Joker dopo che il Manicomio fu assalito da Bane al fine di liberare tutti i pazienti di Arkham. Il Joker tentò di spaventare Jeremiah fino a farlo impazzire, e il direttore Manicomio fu salvato solo quando Batman lo liberò dalla trappola del criminale.
Dopo questa storia, Jeremiah Arkham comparve sporadicamente nelle storie di Batman. Più recentemente comparve in Batman: Battle for the Cowl, in cui immaginò un piano per ricostruire il Manicomio, dopo che fu distrutto da lui nei panni di Maschera Nera e dopo la sua cattura e sconfitta da parte del nuovo Batman.
Comparve poi in altri 3 numeri successivi, in Arkham Reborn, dove cominciò a manipolare i pazienti, una storia che terminò in Detective Comics.

## In altri media

### Televisione
- Anche se il Dottor Arkham non comparve personalmente nella serie animata Batman, un personaggio di nome Dr. Bartholomew fu inserito al suo posto ed era in qualche modo ingenuo, invece di essere calcolatore e antagonistico come Jeremiah Arkham.

### Videogiochi
- Il Dr. Jeremiah Arkham comparve nel videogioco Batman: Dark Tomorrow, per GameCube.
- Il Dr. Jeremiah Arkham compare nel videogioco Lego Batman, più precisamente nella versione per il Nintendo DS.